# Lieke de With
Lieke de With (Gorinchem, 3 september 2003) is een voetbalspeelster uit Nederland. Ze speelt als verdediger voor Excelsior Rotterdam.

## Clubcarrière
De With begon op zesjarige leeftijd met voetballen bij HSSC '61. Via CTO Eindhoven kwam de With in de jeugdopleiding van PSV.
In de zomer van 2022 stapte de With over naar Excelsior Rotterdam.
De With maakte haar debuut voor Excelsior op 30 september 2022 in een uitwedstrijd bij VV Alkmaar door in te vallen voor Nikki Ridder.
Op 12 juni 2023 verlengde de With haar contract bij Excelsior tot medio 2024. Een jaar later verlengde De With opnieuw haar contract, waardoor ze haar derde seizoen bij de Kralingers ingaat. In 2025 volgde een nieuwe verlenging met een jaar.

## Statistieken
| Seizoen   | Club                | Land      | Competitie | Wedstrijden | Doelpunten |
| --------- | ------------------- | --------- | ---------- | ----------- | ---------- |
| 2022/2023 | Excelsior Rotterdam | Nederland | Eredivisie | 11          | 0          |
| 2023/2024 | Excelsior Rotterdam | Nederland | Eredivisie | 2           | 0          |
| 2024/2025 | Excelsior Rotterdam | Nederland | Eredivisie | 21          | 0          |
| Totaal    | Totaal              | Totaal    | Totaal     | 34          | 0          |

Laatste update: 20 juni 2025

## Interlandcarrière
Lieke de With is jeugdinternational geweest van Nederland onder 16 en Nederland onder 19.
1 Van der Klooster ·
2 De With ·
3 Westerink ·
4 Helderman ·
5 Van Goch ·
6 Goretkiová ·
7 Breewel ·
8 Van Spijk ·
9 Ellouzi ·
10 Hendriks ·
11 Martina ·
12 De Raaff ·
16 Lammers ·
17 Vrij ·
18 Van Houwelingen ·
19 De Jong ·
20 Frankena ·
22 Homan ·
23 De Ridder ·
24 Pereira ·
25 Mollink ·
29 Lont ·
43 Hardiek ·
Coach: Kreugel
· Assistent-coach: Brummel